# مجله نظریه اقتصاد بخش عمومی
مجلهٔ نظریهٔ اقتصاد بخش عمومی (به انگلیسی: Journal of Public Economic Theory) یک نشریهٔ دانشگاهی با داوری همتا در حوزهٔ نظریهٔ اقتصاد بخش عمومی است که توسط انتشارات وایلی-بلک‌ول منتشر می‌شود. این مجله نظریهٔ اقتصاد بخش عمومی از جمله کالاهای عمومی، کالاهای عمومی محلی، اقتصاد باشگاهی، اثرات جانبی، مالیات، رشد، انتخاب عمومی، تصمیم‌گیری اجتماعی و عمومی، رأی‌گیری، شکست بازار، مقررات، ارزیابی پروژه، عدالت و نظام‌های سیاسی را پوشش می‌دهد. رباح امیر، هلموت کرمر، و میرنا هولتز وودرز از دانشگاه وندربیلت ویراستاران این مجله هستند.